# Прокторвил (Северна Каролина)
Прокторвил (енгл. Proctorville) град је у америчкој савезној држави Северна Каролина.

## Демографија
По попису из 2010. године број становника је 117, што је 16 (-12,0%) становника мање него 2000. године.
| Група             | 2000.       | 2010.      |
| Белци             | 113 (85,0%) | 86 (73,5%) |
| Афроамериканци    | 14 (10,5%)  | 22 (18,8%) |
| Азијати           | 0 (0,0%)    | 0 (0,0%)   |
| Хиспаноамериканци | 0 (0,0%)    | 0 (0,0%)   |
| Укупно            | 133         | 117        |